# Station Orange
Station Orange is een spoorwegstation in de Franse gemeente Orange.